# Élections sénatoriales de 2014 en Haute-Corse
Les élections sénatoriales de 2014 en Haute-Corse ont lieu le dimanche 28 septembre 2014. Elles ont pour but d'élire le sénateur représentant le département au Sénat pour un mandat de six années.

## Rappel des résultats de 2008
|                | François Vendasi | PRG            | 318 | 61,63  |  |  |
|                | Antoine Sindali  | UMP            | 182 | 35,27  |  |  |
|                | Michel Stefani   | PCF            | 16  | 3,10   |  |  |
|                |                  |                |     |        |  |  |
| Inscrits       | Inscrits         | Inscrits       | 539 | 100,00 |  |  |
| Abstentions    | Abstentions      | Abstentions    | 12  | 2,23   |  |  |
| Votants        | Votants          | Votants        | 527 | 97,77  |  |  |
| Blancs et nuls | Blancs et nuls   | Blancs et nuls | 11  | 2,04   |  |  |
| Exprimés       | Exprimés         | Exprimés       | 516 | 95,73  |  |  |

## Sénateur sortant
| Sénateur | Sénateur         | Parti | Fonctions lors de l'élection en 2008                   |
| -------- | ---------------- | ----- | ------------------------------------------------------ |
|          | François Vendasi | PRG   | Sénateur sortant, conseiller général, maire de Furiani |

## Présentation des candidats
Les nouveaux représentants sont élus pour une législature de 6 ans au suffrage universel indirect par les grands électeurs du département. En Haute-Corse, le sénateur est élu au scrutin majoritaire à deux tours. Ils sont 6 candidats dans le département, chacun avec un suppléant.
| N°  | Candidats | Candidats                     | Parti | Principales fonctions                                           |
| --- | --------- | ----------------------------- | ----- | --------------------------------------------------------------- |
| T01 |           | Joseph Castelli               | PRG   | Président du conseil général                                    |
| S01 |           | Stella Pieri                  | PRG   | Maire de Rapaggio                                               |
| T02 |           | Pierre Ghionga                | DVG   | Conseiller exécutif, conseiller territorial, conseiller général |
| S02 |           | Étiennette Antonetti-Cristini | DVG   |                                                                 |
| T03 |           | Tony Cardi                    | FN    |                                                                 |
| S03 |           | Béatrice François             | FN    |                                                                 |
| T04 |           | Michel Stefani                | PCF   | Conseiller territorial                                          |
| S04 |           | Marie-Jeanne Fedi             | PCF   | Conseillère territoriale                                        |
| T05 |           | Jean-Félix Acquaviva          | FaC   | Maire de Lozzi                                                  |
| S05 |           | Monique Maymard               | FaC   | Conseillère municipale de Bastia                                |
| T06 |           | Anne-Marie Natali             | UMP   | Présidente de la CC de Marana-Golo, maire de Borgo              |
| S06 |           | Jean-Pierre Leccia            | UMP   | Maire d'Oletta                                                  |

## Résultats
| Candidat et parti politique | Candidat et parti politique | Candidat et parti politique | Premier tour | Premier tour | Second tour | Second tour |
| Candidat et parti politique | Candidat et parti politique | Candidat et parti politique | Voix         | %            | Voix        | %           |
| --------------------------- | --------------------------- | --------------------------- | ------------ | ------------ | ----------- | ----------- |
|                             | Joseph Castelli             | PRG                         | 278          | 47,60        | 343         | 58,93       |
|                             | Anne-Marie Natali           | UMP                         | 153          | 26,20        | 164         | 28,18       |
|                             | Jean-Félix Acquaviva        | FaC                         | 84           | 14,38        | 75          | 12,89       |
|                             | Pierre Ghionga              | PRG                         | 54           | 9,25         | Retrait     | Retrait     |
|                             | Michel Stefani              | PCF                         | 13           | 2,23         | Retrait     | Retrait     |
|                             | Tony Cardi                  | FN                          | 2            | 0,34         | Retrait     | Retrait     |
|                             |                             |                             |              |              |             |             |
| Inscrits                    | Inscrits                    | Inscrits                    | 600          | 100,00       | 600         | 100,00      |
| Abstentions                 | Abstentions                 | Abstentions                 | 6            | 1,00         | 6           | 1,00        |
| Votants                     | Votants                     | Votants                     | 594          | 99,00        | 594         | 99,00       |
| Blancs                      | Blancs                      | Blancs                      | 5            | 0,84         | 7           | 1,18        |
| Nuls                        | Nuls                        | Nuls                        | 5            | 0,84         | 5           | 0,84        |
| Exprimés                    | Exprimés                    | Exprimés                    | 584          | 98,32        | 582         | 97,98       |